# Gambela

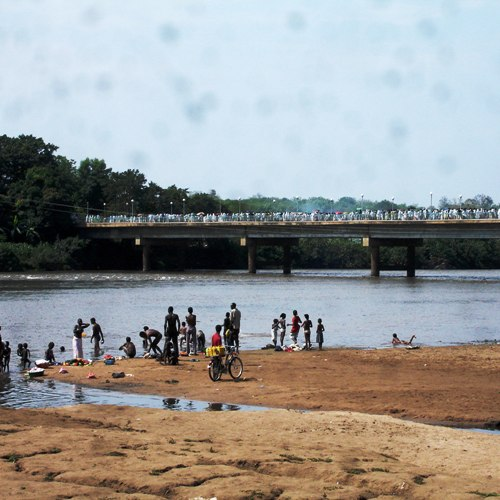
Der Fluss Baro in Gambela

Gambela (äthiopische Schrift ጋምቤላ Gambela, auch Gambella; amtlich amharisch የጋምቤላ ሕዝቦች ብሔራዊ ክልላዊ መንግሥት yä-Gambela Ḥəzbočč Bǝḥerawi Kǝllǝlawi Mängǝśt, englisch Gambela Peoples' National Regional State) ist eine der Verwaltungsregionen von Äthiopien. Sie liegt im äußersten Westen des Landes an der Grenze zum Südsudan. Ihre Hauptstadt ist die gleichnamige Stadt Gambela am Fluss Baro. Geographisch gehört Gambela zur sudanesischen Tiefebene.
Gambela gehört zu den Regionen, in denen die äthiopische Regierung Land an ausländische Investoren verpachtet. Das malaysische Unternehmen Petronas sucht in der Region nach Erdöl. Pläne für einen Gambela-Nationalpark wurden bislang nicht verwirklicht.

## Geographie
Durch Gambela verlaufen die Flüsse Baro (Upeno, Opeeno), Akobo, Gilo und Alwero, die über den Sobat in den Weißen Nil münden. Die Region gehört geographisch zur sudanesischen Tiefebene und liegt auf rund 500 m über Meer, während die Hochlandgebiete Äthiopiens auf 2.000 m und höher liegen. Das Klima ist heiß und feucht.
Verwaltungsmäßig gab es in den 1990er-Jahren die Zonen 1 (mit 2 Woredas), 2 (3 Woredas) und 3 (2 Woredas) sowie die zonenfreie Woreda Godere (ጎደሬ ልዩ ወረዳ). Circa 2007 entstand aus den Zonen 1 und 2 die Agnewak-Zone (አኝዋክ, 6 Woredas), aus Zone 3 die Nuwer-Zone (ኝዌር, 4 Woredas), aus Godere die Mejenger-Zone (መዠንገር, 2 Woredas), und Itang (ኢታንግ, bisher Zone 1) wurde zur zonenfreien Woreda.
Die größte Stadt ist Gambela im Norden Agnewaks (mit rund 39.000 Einwohnern im Jahre 2007 und 145.000 im Jahr 2021); weitere größere Orte sind Meti in Mejenger (ሜጢ, 7.100/26.500), Kowerneng in Nuwer (ኮዌረነኝ, 6.500/24.300), Itang in der gleichnamigen Sonder-Woreda (6.000/22.100) und Pigniwedo im Süden Agnewaks (ፒኝዊዶ, 5.600/20.900).

## Bevölkerung
Laut Volkszählung von 2007 hatte die Region 306.916 Einwohner. Von diesen waren 70,1 % Protestanten, 16,8 % Äthiopisch-Orthodoxe, 4,9 % Muslime, 3,8 % Anhänger traditioneller Religionen und 3,4 % Katholiken; die Anteile von Protestanten und Katholiken waren somit höher als in allen anderen Regionen Äthiopiens. 25,2 % der Bevölkerung lebten in städtischen Gebieten, was über dem landesweiten Durchschnitt liegt.
2005 besuchten 42,2 % der Kinder in Gambela (39,2 % der Jungen, 45,9 % der Mädchen) eine Primarschule, 24 % (30 % Jungen, 15,9 % Mädchen) gingen an eine Sekundarschule. Der Anteil der Frauen, die beschnitten sind, ist mit 27,1 % tiefer als in allen anderen Regionen.

### Ethnien
Die bedeutendsten einheimischen Völker sind die Nuer und Anuak, die zu den Niloten gehören. Beide Volksgruppen leben in noch größerer Zahl im angrenzenden Südsudan. Die Anuak leben hauptsächlich als Ackerbauern an den Flussläufen, während die Nuer traditionell Rinderzüchter sind. Die kleineren Gruppen der Opo, Komo und Majangir leben von Wanderfeldbau, Jagen und Sammeln. Die Nuer von Gambela gehören zum östlichen Zweig der Jikany.
Die Anuak machten die Bevölkerungsmehrheit aus, bis die äthiopische Regierung Mitte der 1980er Jahre Zehntausende Menschen aus anderen Landesteilen in Gambela ansiedelte. In Gambela werden die Habescha (Amharen und Tigray) aus dem Norden, aber auch Oromo, Kambaata und andere aus dem südlichen Hochland zusammenfassend als „Hochländer“ bezeichnet. Sie bilden nun nach Nuer und Anuak die drittgrößte Bevölkerungsgruppe. Wegen des Krieges im Südsudan kamen zudem sudanesische Nuer als Flüchtlinge nach Gambela, sodass die Nuer mittlerweile den Anuak zahlenmäßig überlegen sind.
Gemäß Volkszählung 2007 sind offiziell 46,65 % der Einwohner (143.189) Nuer, 21,17 % (64.959) Anuak, 8,42 % (25.856) Amharen, 5,05 % (15.487) Kaffa, 4,83 % (14.828) Oromo, 4 % (12.277) Majangir, 2,27 % (6973) Shekicho, 1,44 % (4410) Kambaata und 1,32 % (4050) Tigray. 1.708 Personen (0,56 %) wurden als sudanesische Ausländer eingestuft.

### Sprachen
1994 sprachen laut Volkszählung 39,72 % der Einwohner Nuer als Muttersprache, 27,47 % Anuak, 8,44 % Amharisch, 6,45 % Oromo und 5,75 % Majang, 12,17 % sprachen andere Sprachen wie Opo und Komo.
Die einheimischen Sprachen gehören zur Familie der nilosaharanischen Sprachen: Nuer und Anuak sind nilotische Sprachen, Opo und Komo sind Komuz-Sprachen, und das Majang wird den surmischen Sprachen zugeordnet. Amharisch, Oromo, Kaffa u. a. gehören hingegen – wie die weit überwiegende Mehrheit der Sprachen in Äthiopien – zu verschiedenen Zweigen der afroasiatischen Sprachfamilie.
Amharisch dient als Arbeitssprache der Region. Wie für die anderen Regionen gilt jedoch, dass Kandidaten für ein politisches Amt eine einheimische Sprache beherrschen müssen. Diese Bestimmung soll die Interessen der einheimischen Volksgruppen schützen.

## Geschichte
Wie die Region Benishangul-Gumuz ist Gambela historisch eng mit den angrenzenden Gebieten des Sudan und Südsudan verbunden, in geringerem Ausmaß auch mit dem äthiopischen Hochland. Diese Regionen dienten seit aksumitischer Zeit als Sklavenjagdreviere, und ihre nilosaharanischsprachigen Bewohner wurden von den Hochland-Äthiopiern abwertend Shanqella (Šanqəlla, auch Shanqila, Shankella) genannt.
Im Gegensatz zum Hochland ist Gambela mit Malaria und Tsetsefliegen verseucht. Diese Tatsache verhinderte lange die Einwanderung von Äthiopiern aus dem Hochland oder eine stärkere Bindung des Gebietes an Äthiopien.
Es ist nicht bekannt, wann genau die Anuak in das Gebiet einwanderten und wer vor ihnen dort gelebt hatte. Ihre Wanderung und Herausbildung als ethnische Gruppe hängt mit der westnilotischen Luo-Sprachgruppe zusammen. Ihre Niederlassung in Gambela erfolgte womöglich im 17. Jahrhundert.
Die Nuer expandierten im 19. Jahrhundert von ihrem Kerngebiet im Südsudan her stark auf Kosten der Dinka und der Anuak. Bis Ende des 19. Jahrhunderts hatten die Kämpfe mit den vordringenden Nuer sowie eine dadurch ausgelöste Hungersnot die Anuak in Gambela dezimiert.

### Eingliederung in Äthiopien
Gambela wurde in den 1890er Jahren in Äthiopien eingegliedert, das unter Menelik II. weite Gebiete im Süden, Westen und Osten eroberte. Das Hauptinteresse Äthiopiens lag dabei im Handel mit Sklaven und Elfenbein aus der Region. Administrativ wurde Gambela der Provinz Illubabor angegliedert.
Großbritannien, die Kolonialmacht des angrenzenden Sudan, war daran interessiert, über Gambela Handel mit dem westlichen äthiopischen Hochland zu treiben. Mit dem anglo-äthiopischen Vertrag von 1902, der die Grenze zwischen Äthiopien und dem anglo-ägyptischen Sudan festlegte, kam Gambela unter britische Verwaltung und wurde als britischer Handelsposten genutzt.
Die Anuak tauschten Elfenbein gegen Feuerwaffen aus dem Hochland und konnten dadurch erheblich an politischer und militärischer Macht gewinnen. Sowohl Großbritannien als auch Äthiopien sahen diese Macht als Bedrohung und gingen daher gegen die Anuak vor.
Als der Sudan 1956 unabhängig wurde, fiel Gambela vollständig an Äthiopien. Innerhalb Äthiopiens blieb es eine Randregion, bis in den 1980er Jahren Menschen aus anderen Landesteilen hierhin umgesiedelt wurden und später das Interesse an möglichen Erdölvorkommen aufkam.

### Umsiedlungen, Bürgerkrieg im Sudan
In den 1980er Jahren siedelte das kommunistische Derg-Regime unter Mengistu Haile Mariam über 60.000 von Dürre und Hungersnot betroffene Bauern aus dem Hochland in Gambela an, das als fruchtbares Gebiet mit reichlichen Landreserven galt. Hierzu wurde Land von den Anuak enteignet.
Daneben wirkte sich der Bürgerkrieg im Südsudan auf Gambela aus. Das Derg-Regime unterstützte die SPLA-Rebellen gegen die sudanesische Regierung und erlaubte ihnen, Basen in Gambela einzurichten, wo sie auch etliche Menschenrechtsverletzungen an den Anuak begingen. Mitte der 1980er Jahre lebten rund 300.000 Flüchtlinge aus dem Südsudan in Gambela, die meisten waren Nuer, die die SPLA unterstützten. Das Lager von Itang war zeitweise das größte Flüchtlingslager der Welt.
Der gleichzeitige Zustrom von „Hochländern“ und Nuer löste bei den Anuak Ängste vor einer Marginalisierung oder gar gänzlichen Verdrängung aus. Anuak gründeten daher die Gambella People’s Liberation Movement (GPLM).
Mit der Reform der Verwaltungsgliederung Äthiopiens 1987 wurde Gambela als eigenständige Region von Illubabor abgetrennt. Politisch bevorzugte das Mengistu-Regime die „Hochländer“ sowie die Nuer, die es als loyaler und zuverlässiger ansah.

## Politik seit 1991
Nach dem Sturz von Mengistu und der Machtübernahme der Koalition Revolutionäre Demokratische Front der Äthiopischen Völker (EPRDF) im Jahr 1991 wurde Gambela im Rahmen der neuen Verwaltungsgliederung Äthiopiens einer von neun ethnisch definierten Regionalstaaten. Wie in Benishangul-Gumuz wurden die einheimischen Volksgruppen politisch gestärkt, während die zugewanderten Hochland-Äthiopier an Einfluss verloren. Die Anuak-Organisation GPLM wurde zum regionalen Partner der EPRDF und erhielt damit eine dominierende Rolle.
Im weiteren Verlauf anerkannte die EPRDF jedoch auch die Nuer-Partei Gambella People’s Democratic Unity Party (GPDUP). Die Nuer forderten mehr Mitbestimmung, da sie mittlerweile die zahlenmäßig größte Gruppe waren, während sich die Anuak auf ihren Status als indigenes Volk von Gambela beriefen, um ihren Anspruch auf politische Vorherrschaft zu begründen. 1998 wurden GPLM und GPDUP zur Gambella People’s Democratic Front (GPDF) zusammengeschlossen. Eine Anuak-Oppositionspartei, die sich daraufhin formierte, wurde durch die Verhaftung ihrer führenden Mitglieder vor den Wahlen 2000 geschwächt. 2003 erzwang die Zentralregierung die Auflösung der GPDF und ersetzte sie durch die Gambella Peoples’ Democratic Movement (GPDM), die seither als neuer Regionalpartner der EPRDF regiert. Die GPDM gewann sowohl bei den Parlamentswahlen 2005 als auch 2010 alle drei Sitze von Gambela im nationalen Parlament (Volksrepräsentantenhaus).
Im Regionalparlament gingen 2005 81 von 82 Sitzen an die GPDM, ein Sitz ging an das Oppositionsbündnis Koalition für Einheit und Demokratie (CUD/Qinjit). 2010 wurde das Regionalparlament auf 156 Sitze erweitert, die allesamt von der GPDM gewonnen wurden.
Das Amt des Regionalpräsidenten ist seit 1991 den Anuak vorbehalten, während die Nuer den Vizepräsidenten und die Majangir den Sekretär stellen. Im Regionalparlament waren 2005–2010 von 84 Abgeordneten je 33 Anuak und Nuer, 13 Majangir, je zwei Opo und Komo (zuvor hatten beide Gruppen je einen Sitz), und die „Hochländer“ waren erstmals mit einem Abgeordneten vertreten. Die Wahlrechtsbestimmungen, wonach Kandidaten für ein politisches Amt eine einheimische Sprache der jeweiligen Region beherrschen müssen, benachteiligen die „Hochländer“ gegenüber den einheimischen Volksgruppen.
Die Konflikte zwischen Anuak, Nuer und „Hochländern“ werden auch gewaltsam ausgetragen. Anuak-Milizen haben verschiedentlich „Hochländer“-Zivilisten angegriffen. Am 13. Dezember 2003 töteten „Hochländer“ und äthiopische Soldaten über 400 Anuak in der Stadt Gambela. Anuak betrachten dieses Massaker als Völkermord von Seiten des äthiopischen Staates.

## Wirtschaft
Bislang generiert die Region kaum eigene Steuereinnahmen und erhält daher 90 % ihres Budgets von der Zentralregierung.
Mit reichlich fruchtbarem Land und ausreichendem Regen hat Gambela bedeutendes landwirtschaftliches Potential. Derzeit besteht in der Region jedoch ein Defizit an Nahrungsmitteln. Die Verbreitung von Tsetsefliegen und Malaria, die mangelhafte Infrastruktur, die weite Entfernung von den wirtschaftlichen Zentren Äthiopiens und des Sudan sowie die unsichere politische Lage behindern die wirtschaftliche Entwicklung.
Die Regierung möchte rund 42 % der Fläche Gambelas an ausländische Investoren verpachten. Sie erhofft sich davon eine bessere Nutzung des landwirtschaftlichen Potenzials. Zudem sollen bis 2013 rund 225.000 der etwa 300.000 Einwohner von Gambela in neue Dörfer umgesiedelt werden. Die Umsetzung dieses Programms begann 2010. Gemäß Human Rights Watch erfolgten die Umsiedlungen oft unter Zwang und dienen dazu, das Land der Bevölkerung zu enteignen, um es verpachten zu können. Der offiziellen Darstellung zufolge hat das Umsiedlungsprogramm hingegen keinen Zusammenhang mit den Landverpachtungen, das Ziel sei vielmehr, in den neuen Dörfern eine bessere Infrastruktur bereitzustellen.
Das Gambela-Becken ist eines von fünf Gebieten in Äthiopien, in denen Erdölvorräte vermutet werden. Das malaysische Unternehmen Petronas erkundet diese Lagerstätten.
Die Infrastruktur in der Region ist wie in vielen Regionen Afrikas sehr schlecht. Der Südsudan und Äthiopien haben vorgeschlagen, gemeinsam eine Straße von den Ölfeldern im Südsudan durch Äthiopien bis nach Dschibuti zu bauen. Erdöl aus dem Südsudan könnte so mit Tanklastern nach Dschibuti gebracht und dort auf Öltanker verladen werden. Der Südsudan plant diese teure Art des Öltransports wegen der andauernden Streitigkeiten mit dem Sudan über die Höhe der Transitgebühren der Pipeline.